# Malena Galmarini
Malena Galmarini (San Isidro, 5 de mayo de 1975) es una politóloga argentina. Fue concejal y secretaria de Política Sanitaria del partido de Tigre entre 2008 y 2019, y diputada de la provincia de Buenos Aires, entre el 10 y el 12 de diciembre de ese año, renunciando al ser designada como presidenta de AySA, cargo en el que se desempeñó hasta el 10 de diciembre de 2023. 

## Biografía
Malena Galmarini nació en 1975 en San Isidro, provincia de Buenos Aires, Argentina. Es hija de Marcela Durrieu y Fernando Galmarini, ex secretario de Deportes durante la presidencia de Carlos Menem, y hermana de Sebastián (político del partido de San Isidro) y Martín Galmarini (exfutbolista que se desempeñó en diversos clubes de Argentina como Tigre y River Plate). 

## Educación
Realizó los primeros años de la carrera de Medicina pero finalmente se recibió de licenciada en Ciencias Políticas. A los 18 años se afilió al Partido Justicialista. Desde entonces, se formó en políticas públicas con enfoque de derechos, y se especializó en diseño, evaluación e implementación de programas sociales, sanitarios, educativos y comunitarios. A lo largo de su trayectoria, combinó el conocimiento académico con la militancia territorial y la experiencia de gestión, desarrollando una mirada pedagógica innovadora en la formulación de políticas públicas.
Impulsó la creación de la Universidad Nacional del Delta, promoviendo una universidad pública, gratuita, con arraigo regional y compromiso social. Es socia fundadora de la Fundación Universitaria del Delta, desde donde acompaña actualmente los procesos de consolidación institucional y vinculación con la comunidad.
Además, lideró iniciativas de formación profesional y educación popular desde la ONG Compromiso con Tigre, creando un centro de formación con cursos certificados por la Provincia de Buenos Aires y promoviendo el acceso al conocimiento y a las tecnologías en barrios populares y en el Delta.
Su recorrido combina formación técnica, experiencia política y sensibilidad pedagógica, con una fuerte convicción de que la educación transforma realidades y es el motor principal de la igualdad de oportunidades.

## Vida Personal
En abril de 1996, cuando tenía 21 años, conoció a Sergio Massa y tiene dos hijos. Continúa participando activamente en la vida política, social y comunitaria, articulando gestión pública, militancia de base y participación institucional. 

## Actividad Política
Malena Galmarini tiene una extensa trayectoria en el ámbito político y en la gestión pública, con un enfoque transversal en políticas de inclusión, infancia, género y derechos sociales.
Comenzó su militancia política a los 18 años en el Partido Justicialista y fue designada en 1998 como Subdirectora Nacional de Juventud en el Ministerio de Salud y Acción Social de la Nación. Desde allí impulsó políticas federales de juventud con una mirada participativa y de inclusión social.
Sin embargo, su consolidación política se dio en el ámbito local, en el Municipio de Tigre, donde fue una de las principales impulsoras del proceso de modernización del Estado municipal, con foco en derechos sociales, salud, género e inclusión. Entre 2008 y 2017 fue Secretaria de Política Sanitaria y Desarrollo Humano, y desde 2009 hasta 2019 ocupó una banca como concejala, presidiendo la Comisión de Salud y acompañando desde el Concejo el diseño de múltiples políticas públicas.
Desde su cargo en la Secretaría, Malena diseñó un modelo integral de desarrollo humano en Tigre, que combinaba políticas sanitarias, sociales y de género con un enfoque de cercanía territorial. Entre sus principales logros se destacan:
La creación del Sistema de Protección de la Primera Infancia, con dispositivos territoriales que atendían el desarrollo integral de niñas y niños en situación de vulnerabilidad.
La apertura de más de 50 Centros de Atención Familiar y de la Mujer (CAFyM) en distintos barrios del distrito, que funcionaban como espacios comunitarios de prevención, atención y acompañamiento social.
El desarrollo del programa de salud sexual y reproductiva “Tigre Con Vos”, pionero en el país por su abordaje integral con campañas de anticoncepción, detección de infecciones de transmisión sexual, educación sexual comunitaria y acompañamiento profesional.
La implementación del Plan Municipal de Violencia de Género, que incluyó protocolos de atención, promotoras territoriales, acompañamiento psicológico y jurídico, y el desarrollo del Botón D.A.M.A. (Dispositivo de Alerta para Mujeres Agredidas), una herramienta de geolocalización que vinculaba a las víctimas con el sistema de seguridad municipal.
La creación del Sistema de Emergencias de Salud Municipal (SET), que descentralizó la atención prehospitalaria con ambulancias propias, equipos médicos en los barrios y articulación con el Hospital de General Pacheco.
La consolidación de una red de más de 200 promotoras y promotores territoriales, capacitados en salud, género, adolescencia, niñez y discapacidad, que cumplían un rol clave en la prevención, detección y acompañamiento de situaciones de riesgo en villas, barrios populares e islas.
La puesta en marcha del programa "Sí al deporte", que fomentó el acceso gratuito a actividades deportivas y recreativas en clubes de barrio, fomentando valores de inclusión y prevención desde edades tempranas.
El desarrollo de campañas de concientización masiva sobre grooming, embarazo adolescente, discriminación, consumo problemático y otras temáticas invisibilizadas.
Durante su gestión también se impulsaron proyectos de infraestructura social: jardines maternales, playones deportivos, salitas de salud y espacios públicos diseñados con perspectiva de género y derechos.
Además, lideró un equipo técnico-político que convirtió al municipio en referencia nacional en políticas públicas locales. Su visión integradora promovía un Estado cercano, articulado con organizaciones sociales, clubes de barrio, iglesias, centros de estudiantes, escuelas, sociedades de fomento y referentes comunitarios.
Malena fue, además, una de las impulsoras de la estrategia local de participación comunitaria, generando espacios de escucha y trabajo directo con vecinas y vecinos, especialmente mujeres, adolescentes, personas con discapacidad y personas mayores. También promovió la planificación participativa en políticas sociales y el fortalecimiento institucional de áreas clave como infancia, género y discapacidad.
En paralelo a sus funciones institucionales, continuó desarrollando proyectos sociales desde la sociedad civil. Fue una de las fundadoras de Compromiso con Tigre, una organización que nació en los barrios como espacio de militancia social y política, y que hoy desarrolla programas de voluntariado, formación, cultura y participación ciudadana. Desde allí se crearon iniciativas como:
El Centro de Formación Profesional 408 que se diseño en convenio con Compromiso con Tigre, que brinda oficios certificados por la provincia de Buenos Aires. 
El programa Uniendo Metas, en articulación con Asociación Conciencia, que permitió la participación de más de 4.000 estudiantes en modelos de Naciones Unidas.
El programa Agua en la Isla, impulsado desde AySA pero coordinado con organizaciones del Delta, que implementó un sistema de distribución fluvial de agua potable para familias y escuelas isleñas, garantizando acceso a un derecho básico en un territorio históricamente postergado.
A lo largo de estos años, Malena Galmarini construyó una identidad política propia, con profundo arraigo territorial, compromiso con las luchas sociales, sensibilidad hacia los sectores más vulnerables y capacidad para articular gestión con militancia.
En 2019 fue designada como Presidenta de Agua y Saneamientos Argentinos (AySA), convirtiéndose en la primera mujer en ocupar ese cargo. Durante su gestión al frente del organismo (2019–2023), más de 1,8 millones de personas accedieron al agua potable y 1,3 millones a la red cloacal, se terminaron más de 1800 obras y se construyeron tres grandes sistemas troncales: Sistema Riachuelo, Agua Norte y Agua Sur. Su modelo de gestión combinó expansión de infraestructura con equidad territorial y participación ciudadana, incorporando criterios de planificación inclusiva para barrios populares, asentamientos y zonas históricamente postergadas como el Delta del Paraná.
En diciembre de 2019, Malena Galmarini fue designada Presidenta de Agua y Saneamientos Argentinos S.A. (AySA), convirtiéndose en la primera mujer en ocupar ese cargo desde la creación de la empresa. Durante su gestión, impulsó una transformación profunda en la lógica de planificación y ejecución de obras públicas, con eje en el acceso universal al agua potable y las cloacas como derechos fundamentales, no como servicios condicionados a la rentabilidad o densidad poblacional.
En un contexto marcado por la pandemia, la emergencia económica y la parálisis de la obra pública heredada, Galmarini puso en marcha un plan de reactivación y expansión sin precedentes, que posicionó a AySA como una de las empresas públicas con mayor capacidad de ejecución del país. Bajo su presidencia:
Se construyeron o reactivaron más de 4.000 kilómetros de redes de agua potable y cloacas en el Área Metropolitana de Buenos Aires (AMBA), multiplicando por más de 10 lo ejecutado en el período 2015–2019.
1,8 millones de personas accedieron por primera vez al agua potable y 1,3 millones a la red cloacal, especialmente en barrios populares, villas y periferias urbanas del conurbano bonaerense.
Se finalizaron más de 1.800 obras, muchas de ellas paralizadas durante la gestión anterior.
Se avanzó en la finalización de obras estructurales claves como el Sistema Riachuelo, el Sistema Agua Sur, el Sistema Agua Norte y el Sistema Berazategui, fundamentales para ampliar la cobertura, mejorar la calidad del servicio y preparar al AMBA para los próximos 30 años.
Se incorporaron más de 280 barrios populares al sistema formal de infraestructura, con redes internas, conexiones domiciliarias y plantas modulares.
Pero más allá de la cantidad de obras, su gestión se distinguió por un cambio profundo en el enfoque: la infraestructura se entendió como herramienta de justicia social, equidad territorial y política ambiental. Por eso, se priorizaron las zonas con mayor índice de vulnerabilidad, se escucharon las demandas históricas de barrios postergados, y se diseñaron soluciones innovadoras para contextos complejos como la isla del Delta, donde se implementó por primera vez un sistema de abastecimiento fluvial de agua potable.
Participó en decenas de campañas de concientización sobre grooming, violencia de género, VIH, salud menstrual, derechos de las infancias y fortalecimiento de las democracias locales, articulando con organizaciones sociales, empresas tecnológicas, escuelas y universidades.
A lo largo de su trayectoria, Malena Galmarini se consolidó como una dirigente con fuerte arraigo territorial, visión estratégica, sensibilidad social y compromiso con una política transformadora basada en la ampliación de derechos y la igualdad real.

## Premios, reconocimientos, participación en foros y conferencias

### Premios y reconocimientos
A lo largo de su trayectoria, Malena Galmarini ha sido reconocida por su compromiso con la ampliación de derechos, la equidad de género, la innovación en la gestión pública y el acceso al agua y saneamiento. Entre sus distinciones se destacan:
- Premio Lola Mora (2022), otorgado por la Dirección General de la Mujer de la Ciudad de Buenos Aires.
- Premio a la Innovación Pública (2023), del Consejo Federal de Inversiones y la Red de Innovación Local.
- Reconocimiento de ONU Mujeres, ONUDI y FAO por su liderazgo en políticas públicas con perspectiva de género.
- Seleccionada entre las 100 mujeres más influyentes de la Argentina por la revista Noticias (2021 y 2022).
- Reconocida por el Banco Mundial y Equal Aqua por sus políticas de inclusión en el sector agua.

### Participación en foros y misiones internacionales
Malena Galmarini representó al país en misiones institucionales y acuerdos de cooperación en:
- China, Israel, Estados Unidos, Brasil, Corea del Sur, Países Bajos, Dinamarca, Portugal, Reino Unido, Cuba y Mozambique.
- Ejecutó acuerdos de cooperación internacional con:
  - Seoul Water (Corea del Sur)
  - Royal Haskoning, KWR (Países Bajos) – Proyecto LEAF
  - BIOFOS (Dinamarca)
  - Aguas de Portugal Internacional (Portugal)
  - SABESP (Brasil)
  - British Water (Reino Unido)
  - Gobierno de Cuba – Detección SARS-CoV-2 en aguas residuales
  - Manika, Mozambique – Perforaciones de agua subterránea

Participó como disertante en foros internacionales como:
- Foro BID: “Infraestructura al servicio de la Igualdad de Género” (Washington, 2023)
- VI Diálogos del Agua – CAF (España)
- Foro Equal Aqua – Banco Mundial (2021, 2022)
- Women Economic Forum (Argentina, 2022 y 2023)
- World Water-Tech Innovation Summit (Londres, 2021)
- Semana Mundial del Agua – SIWI (2021)
- Seminario ONU Mujeres / UNIDO / FAO: Mujeres en la industria y la innovación (2020)

### Conferencias, paneles y entrevistas destacadas
Ha sido oradora o panelista en numerosos eventos nacionales e internacionales, entre ellos:
- TEDxTigre – 2018 y 2022
- Seminario Internacional Argentina–Portugal (2020)
- Executive Forum y La Política Online – Indra (2021)
- Diploma FLACSO con Kliksberg y Natanson (2021)
- Panel IWA “Empowering Women in Water” (2022)
- Ciclo CAMARCO “Construyamos Equidad” (2022)
- Encuentro de operadoras de agua de América Latina (2022)
- Encuentro Nacional con el Agua – AySA (2022)
- Simposio Internacional sobre Emisarios Submarinos – IWA (2023)
- Encuentro CAF – “Consensos globales, cuestiones nacionales” (2023)
- Consejo Federal de CAMARCO (2023)
- Encuentro Mundial del Banco Mundial: Mujer e Infancia (2023)
- Entrevista CAF – Nota Sectorial Agua en Argentina (2023)

También participó en numerosos paneles y encuentros nacionales sobre:
- Urbanismo con perspectiva de género
- Democracia paritaria y representación política
- La construcción de ciudadanía y el acceso al agua
- Políticas públicas con enfoque de derechos
- Participación juvenil y liderazgo femenino

### Compromiso con la transparencia y los derechos humanos
- Impulsora del programa Compromiso Ético Digital.
- Promotora de la Ley de Paridad de Género.
- Defensora activa de la Educación Sexual Integral, la planificación familiar y los derechos de las mujeres.
- Acompañamiento a ONGs como Madres del Dolor y Mamá en Línea, con quienes desarrolló campañas contra el grooming y la violencia digital.
- Liderazgo en políticas de apertura institucional, transparencia activa y rendición de cuentas.

### Participación académica y redes profesionales
- Integrante de redes como Progresistas en Red, Foro APPS, DAIA, SAAP–UNSAM y CAMARCO.
- Organizadora del Congreso Nacional de Ciencia Política (SAAP–UNSAM).
- Participación académica en:
  - Curso de posgrado: Gestión de Empresas Públicas de Participación Estatal – UNGS (2021).
  - Curso de posgrado: Gestión de Salud Municipal – UBA (2013–2015).